# یواس‌اس جینو (سی‌ال-۱۱۹)
یواس‌اس جینو (سی‌ال-۱۱۹) (به انگلیسی: USS Juneau (CL-119)) یک کشتی بود که طول آن ۵۴۱ فوت ۶ اینچ (۱۶۵٫۰۵ متر) بود. این کشتی در سال ۱۹۴۵ ساخته شد.